# Schistidium maritimum
Schistidium maritimum là một loài Rêu trong họ Grimmiaceae. Loài này được (Turner ex Robt. Scott) Bruch & Schimp. mô tả khoa học đầu tiên năm 1845.